# دومينيكو دي سيمون
دومينيكو دي سيمون (بالإيطالية: Domenico De Simone)‏‏ (31 مايو 1926 في توريمادجوري - 11 يونيو 2019 في توريمادجوري) سياسي من إيطاليا.